# Louise Dimanche
Louise Dimanche (voor 1715 – fl. 1739) was een Franse actrice, operazangeres en theaterdirecteur uit de 18e eeuw.
In 1715 nam Dimanche deel aan Les Nouvelles Fêtes vénitiennes van Antoine Danchet en André Campra in de Koninklijke Muntschouwburg te Brussel. Deze opvoering werd opgevolgd door Omphale van Antoine Houdar de La Motte en André-Cardinal Destouches. Daarna ging ze van 1715 tot 1718 aan de slag als danseres en zangeres in Rijsel, waar ze eveneens trouwde met haar eerste echtgenoot: de zanger Antoine Vernet, ook bekend als Forêt.
Na een tijdje in Den Haag verbleven te zijn in het jaar 1719 werd Dimanche in oktober 1721 aangesteld tot directrice van de Muntschouwburg. Later stond zij deze positie af aan Thomas-Louis Bourgeois, waarna zij terugkeerde naar Rijsel. Ze verbleef er tot in 1725 en gaf er regelmatig optredens. In deze stad trouwde zij in 1722 met haar tweede echtgenoot, de zanger Nicolas Demouchy.
In 1729 was Dimanche actief als zangeres aan de koninklijke kapel van Dresden. Na deze aanstelling keerde ze echter terug naar Rijsel. Dit was vermoedelijk om een nieuwe artistieke groep op te richten. Onder de leden van deze nieuwe bende bevond zich Jean-Nicolas Prévost, met wie Dimanche te Brussel in het huwelijksbootje stapte in 1737.
In 1739 keerde Dimanche terug naar Den Haag, waar haar zoon Jean-François geboren werd. De meter van dit kind was de Franse actrice Jeanne Dulondel. Dit is het laatste dat over Dimanche geweten is: na deze gebeurtenis raakt elk spoor van haar zoek.